# جان درك (رواية)
"سانت جوان (بالإنجليزية: Saint Joan) هي مسرحية من تأليف جورج برنارد شو تدور أحداثها حول الشخصية العسكرية الفرنسية في القرن الخامس عشر جان دارك. تنقسم المسرحية إلى ستة مشاهد وخاتمة. عُرضت لأول مرة في نيويورك في ديسمبر 1923، وافتُتحت في لندن بعد ثلاثة أشهر.
كُتبت المسرحية بعد إعلان قداسة جان من قبل الكنيسة الرومانية الكاثوليكية، وتصور رحلتها من فتاة قروية إلى قائدة عسكرية، ومحاكمتها اللاحقة بتهمة الهرطقة وإعدامها.
كُتب دور جوان المحوري للممثلة سيبل ثورندايك، ولكن كانت عادة شو بين عام 1920 ومنتصف الثلاثينيات أن تُعرض مسرحياته لأول مرة من قبل فرقة المسرح (Theatre Guild) في نيويورك. أُسند دور جوان إلى وينيفرد لينيهان في إنتاج الفرقة. أدت ثورندايك الدور في العرض الأول في لندن بعد ثلاثة أشهر، وفي ثلاث إعادات عرض على مدى السنوات السبع التالية.
تعكس المسرحية إيمان شو بأن الأشخاص المتورطين في محاكمة جان تصرفوا وفقًا لما اعتقدوا أنه الصواب.

## الخلفية
أصبح شو غير محبوب على نطاق واسع بسبب اعتراضه الصريح على دخول بريطانيا في الحرب العالمية الأولى، كما أن مسرحيته بيت القلوب المحطمة، التي كُتبت في 1916-1917 وعُرضت عام 1920، قوبلت بفتور من الجماهير الأمريكية والبريطانية. أما إنتاجه التالي، العودة إلى متوشالح (كُتبت بين 1918 و1920)، وهي دورة من خمس مسرحيات مترابطة، فقد عُرضت لفترة قصيرة فقط. شعر شو بأنه استنفد ما تبقى من طاقاته الإبداعية في هذا العمل الضخم الذي أسماه "خماسية ما وراء البيولوجيا". كان في أواخر الستينيات من عمره ولم يكن يتوقع أن يكتب المزيد من المسرحيات. تجدد اهتمامه بالكتابة للمسرح عندما أعلن البابا بندكت الخامس عشر في مايو 1920 أن جان قديسة. لطالما وجد شو في جان شخصية تاريخية مثيرة للاهتمام، وتأرجحت نظرته إليها بين "العبقرية نصف المعتوهة" وشخصية ذات "عقلانية استثنائية". كان قد فكر في كتابة مسرحية عنها عام 1913، ودفعه إعلان قداستها إلى العودة للموضوع. كتب سانت جوان في الأشهر الوسطى من عام 1923.
اقتُرحت عدة نماذج لشخصية جوان. كانت الأولى الممثلة سيبل ثورندايك، التي كانت صديقة لشو منذ عام 1908. وقد أُعجب بشدة بأدائها عام 1922 في مسرحية The Cenci لـشيلي، والتي تحتوي على مشهد محاكمة محوري، كما هو الحال في سانت جوان. نموذج آخر كان الناشطة في الجمعية الفابية والمطالبة بحق المرأة في التصويت ماري هانكنسون، التي أهداها شو نسخة من سانت جوان عام 1924، وكتب عليها: "إلى ماري هانكنسون، المرأة الوحيدة التي أعرفها ولا تعتقد أنها كانت النموذج لجوان، وهي أيضًا المرأة الوحيدة التي كانت كذلك بالفعل". نموذج محتمل آخر، بحسب كاتب سيرة شو ستانلي واينتروب، هو توماس إدوارد لورنس، صديق عائلة شو و"رجل أصبح في حياته مزيجًا كاريزميًا من القائد الروحي والعبقري العسكري غير المنضبط، تمامًا كما كانت جان دارك في فرنسا القرن الخامس عشر".
بين عامي 1920 و1935، كانت عادة شو، باستثناء مرة واحدة، أن تُعرض مسرحياته لأول مرة من قبل فرقة المسرح (Theatre Guild) في نيويورك. بمجرد موافقته على السماح للفرقة بتقديم العروض الأولى لمسرحية سانت جوان، تم النظر في ألا نازيموفا وإيفا لو غاليان للدور الرئيسي، لكن الخيار النهائي للفرقة كان وجهًا جديدًا، هي وينيفرد لينيهان.

## العروض الأولى
عُرضت سانت جوان لأول مرة من قبل فرقة "مسرح جيلد" في مسرح غاريك بنيويورك في 28 ديسمبر 1923. استمر عرضها هناك لمدة 215 عرضًا. أما العرض الأول في وست إند فكان في المسرح الجديد في 26 مارس 1924. استمرت المسرحية لمدة 244 عرضًا.
| الدور                                 | نيويورك          | لندن            |
| ------------------------------------- | ---------------- | --------------- |
| جان دارك                              | وينيفرد لينيهان  | سيبل ثورندايك   |
| روبرت دو روبريكور                     | إرنست كوسارت     | شايل كاردنر     |
| وكيل دو بودريكور                      | وليام م كريفيت   | فرنسيس هوب      |
| برتراند دو بو لونجي                   | فرانك تويد       | فيكتور لويسون   |
| الدوق لا تريموي، الحاجب الأكبر لفرنسا | هوربرت اشتون     | بروس وينستون    |
| الدوقة دي لا تريموي                   | اليزابيت بير     | بياتريس سميث    |
| رئيس أساقفة ريمس                      | البير برونين     | روبيرت كنينجهام |
| جيل دي ريز ("ذو اللحية الزرقاء")      | والتون باترفيلد  | ميلتن روسمر     |
| الكابتن لا هير                        | موريس كارنوفسكي  | ريموند ماسي     |
| أسقف بوفيه                            | إيان ماكلارين    | يوجين لي        |
| الدوفان، شارل السابع                  | فيليب لي         | إرنست ثيسيجر    |
| إيرل وارويك                           | اي ايتش فان بورن | اي ليال سويت    |
| دونوا، النغل من أورليان               | موريس كولبورن    | روبرت هورتون    |
| الأخ جون لوميتر، المحقق               | جوزيف ماكولاي    | أو. بي. كلارنس  |
| الأخ مارتن لادفونو                    | موريس كارنوفسكي  | لورانس اندرسون  |
| الكاهن جون ديستيفيه                   | البرت بيري       | رايموند ماسي    |
| جون دي ستوغومبر، قسيس إنجليزي         | هنري ترافرز      | لويس كاسون      |
| توماس دي كورسيليس، كاهن باريس         | واتون باترفيلد   | فرنسيس هوب      |
| غلام دونوا                            | جيمس نوريس       | جاك هوكينز      |
| غلام وارويك                           | سيث بالدوين      | سيدني بروملي    |
| غلام البلاط                           | جو ميلزينر       | —               |
| الجلاد                                | هوربورت اشتون    | فيكتور لوينسون  |
| جندي إنجليزي                          | فرانك توييد      | كينيث كينت      |
| رجل نبيل                              | ارنست كوسارت     | ماثيو فورسيث    |

## الحبكة
وصف شو مسرحية سانت جوان بأنها "مسرحية تاريخية في 6 مشاهد وخاتمة". جوان، فتاة قروية بسيطة، تدعي أنها ترى رؤى لمارغريت العذراء، وكاترين الإسكندرانية، ورئيس الملائكة ميخائيل، وتقول إن الله أرسلها لترشدها في تصرفاتها.
المشهد الأول (23 فبراير 1429): يشكو روبير دو بودريكور من عجز الدجاج في مزرعته عن وضع البيض. تدعي جوان أن أصواتها تأمرها برفع الحصار عن أورليان، وأن يمنحها عددًا من رجاله لهذا الغرض. تقول جوان أيضًا إنها ستتوج الدوفان في كاتدرائية ريمس. يسخر بودريكور من جوان، لكن وكيله يشعر بالإلهام من كلماتها. يبدأ بودريكور في النهاية بالشعور بنفس الإلهام، ويمنح موافقته لجوان. يدخل الوكيل في نهاية المشهد ليعلن أن الدجاج بدأ يبيض مرة أخرى. يفسر بودريكور هذا على أنه علامة من الله على إلهام جوان الإلهي.
المشهد الثاني (8 مارس 1429): تنجح جوان في إقناعهم بالسماح لها بالدخول إلى بلاط الدوفان الضعيف والمغرور. هناك، تخبره أن أصواتها أمرتها بمساعدته ليصبح ملكًا حقيقيًا من خلال حشد قواته لطرد المحتلين الإنجليز وإعادة فرنسا إلى عظمتها. تنجح جوان في ذلك من خلال قواها الممتازة في الإطراء والتفاوض والقيادة والمهارة في ساحة المعركة.
المشهد الثالث (29 أبريل 1429): ينتظر دونوا وغلامه تغير اتجاه الريح حتى يتمكن هو وقواته من رفع حصار أورليان. تتحدث جوان مع دونوا، ويحاول أن يشرح لها الحقائق الأكثر واقعية للهجوم دون أن تكون الريح في صالحهم. تلهمه ردودها في النهاية لحشد القوات، وفي نهاية المشهد، تتغير الريح لصالحهم.
المشهد الرابع (يونيو 1429): يناقش وارويك وستوغومبر سلسلة انتصارات جوان المذهلة. ينضم إليهما أسقف بوفيه، ويقفون عاجزين عن تفسير نجاحها. يقرر ستوغومبر أن جوان ساحرة. يرى بوفيه أن جوان تشكل تهديدًا للكنيسة، لأنها تدعي أنها تتلقى تعليمات من الله مباشرة. يخشى أنها تريد غرس الفخر القومي في الشعب، مما يقوض حكم الكنيسة العالمي. يعتقد وارويك أنها تريد إنشاء نظام يكون فيه الملك مسؤولاً أمام الله فقط، مما يجرد في النهاية الإقطاعيين الآخرين من سلطتهم. يتفق الجميع على أنها يجب أن تموت.
المشهد الخامس (17 يوليو 1429): يتم تتويج الدوفان ليصبح شارل السابع في كاتدرائية ريمس. تسأل جوان الحائرة دونوا عن سبب عدم شعبيتها في البلاط. يوضح لها أنها كشفت عن عدم كفاءة وأهمية أشخاص مهمين جدًا. تتحدث إلى دونوا، وذو اللحية الزرقاء، ولا هير عن العودة إلى الديار. يسعد شارل، الذي يشتكي من ثقل أردية التتويج ورائحة الزيت المقدس، بسماع ذلك. ثم تقول لدونوا: "قبل أن أعود إلى الديار، دعنا نأخذ باريس"، وهي فكرة ترعب شارل، الذي يريد التفاوض على معاهدة سلام فورًا. يوبخها رئيس الأساقفة على "خطيئة الكبرياء". يحذرها دونوا من أنه إذا تم أسرها في حملة عسكرية يعتبرها متهورة، فلن يدفع أحد فدية لإنقاذها. تدرك جوان الآن أنها "وحيدة على الأرض"، وتعلن أنها ستستمد القوة لفعل ما يجب عليها من الشعب ومن الله. تغادر، تاركة الرجال في حالة ذهول.
المشهد السادس (30 مايو 1431): يتناول محاكمتها. يصر ستوغومبر على إعدامها فورًا. يخوض المحقق وأسقف بوفيه ومسؤولو الكنيسة من جانبي المحاكمة نقاشًا طويلاً حول طبيعة هرطقتها. تُحضَر جوان إلى المحكمة، وتستمر في التأكيد على أن أصواتها تتحدث إليها مباشرة من الله وأنها لا تحتاج إلى مسؤولي الكنيسة. يثير هذا غضب ستوغومبر. لا تستسلم لضغوط التعذيب، ولكنها تقتنع أخيرًا بأن رؤاها قد خانتها بمجرد أن تخبرها المحكمة بأنهم مستعدون لإعدامها في أي لحظة. توافق على التوقيع على اعتراف تتخلى فيه عن حقيقة أصواتها. عندما تعلم أنها ستُسجن مدى الحياة دون أمل في الإفراج المشروط، تتراجع عن اعترافها:
«جوان: "أتظنون أن الحياة لا شيء سوى عدم الموت؟ ليس الخبز والماء ما أخشاه. يمكنني أن أعيش على الخبز. وليس من المشقة شرب الماء إذا كان الماء نظيفًا. ولكن أن تحبسوني عن ضوء السماء ورؤية الحقول والأزهار؛ أن تقيدوا قدمي فلا أستطيع تسلق التلال مرة أخرى. أن تجعلوني أتنفس ظلمة رطبة كريهة، بدون هذه الأشياء لا يمكنني أن أعيش. وبرغبتكم في أخذها مني، أو من أي مخلوق بشري، أعلم أن مجلسكم من الشيطان".»
تقبل جوان الموت حرقًا على المحك باعتباره أفضل من هذا الوجود المسجون. يطالب ستوغومبر بشدة بأخذ جوان إلى المحك لإعدامها فورًا. يقوم المحقق وأسقف بوفيه بحرمانها كنسيًا ويسلمانها إلى أيدي الإنجليز. يؤكد المحقق أن جوان كانت بريئة في جوهرها، بمعنى أنها كانت صادقة ولم يكن لديها أي فهم للكنيسة والقانون. يعود ستوغومبر وهو يصرخ ومهتز عاطفيًا بشدة بعد رؤية جوان تموت في اللهب، وهي المرة الأولى التي يشهد فيها مثل هذا الموت، ويدرك أنه لم يفهم معنى حرق شخص حتى رآه يحدث بالفعل. كان جندي قد أعطى جوان عصوين مربوطتين معًا على شكل صليب قبل لحظة وفاتها. يروي الأسقف مارتن لادفونو أيضًا أنه عندما اقترب منها بصليب لتراه قبل أن تموت، واقترب كثيرًا من اللهب، حذرته من خطر المحك، مما أقنعه بأنها لا يمكن أن تكون تحت إلهام الشيطان.
الخاتمة: بعد 25 عامًا من إعدام جوان، برأتها إعادة محاكمة من تهمة الهرطقة. يحمل الأخ مارتن الأخبار إلى شارل السابع. ثم يرى شارل حلمًا تظهر له فيه جوان. تبدأ في التحدث بمرح ليس فقط مع شارل، ولكن مع أعدائها القدامى، الذين يظهرون أيضًا في غرفة نوم الملك. من بين الزوار الجندي الإنجليزي الذي أعطاها الصليب. بسبب هذا الفعل، يحصل على يوم إجازة من الجحيم في ذكرى وفاة جوان. يجلب مبعوث من الحاضر (عشرينيات القرن العشرين) أخبارًا بأن الكنيسة الكاثوليكية ستقوم بتقديسها. تقول جوان إن القديسين يمكنهم صنع المعجزات، وتسأل عما إذا كان يمكن إحياؤها. عند هذا، يهجرها جميع الشخصيات واحدًا تلو الآخر، مؤكدين أن العالم غير مستعد لاستقبال قديسة مثلها. آخر من يغادر هو الجندي الإنجليزي، الذي كان على وشك الدخول في محادثة مع جوان قبل أن يُستدعى للعودة إلى الجحيم في نهاية فترة راحته التي استمرت 24 ساعة. تنتهي المسرحية بيأس جوان في النهاية من أن البشرية لن تقبل قديسيها أبدًا:
«يا إلهي يا من صنعت هذه الأرض الجميلة، متى ستكون مستعدة لقبول قديسيك؟ إلى متى يا رب، إلى متى؟»

## الموضوعات
كتب شو في مقدمة المسرحية:
«لا يوجد أشرار في المسرحية. الجريمة، مثل المرض، ليست مثيرة للاهتمام: إنها شيء يجب التخلص منه بموافقة عامة، وهذا كل ما في الأمر. ما يهمنا حقًا هو ما يفعله الناس في أفضل حالاتهم، بنوايا حسنة، وما يجد الرجال والنساء العاديون أنه يجب عليهم وسيفعلونه على الرغم من نواياهم.»
وصف شو المسرحية بأنها "تراجيديا لا ميلودراما"؛ ووصفها كاتب سيرته الذاتية مايكل هولرويد بأنها "تراجيديا بلا أشرار". اختلف معلقون آخرون حول ما إذا كانت المسرحية تراجيديا على الإطلاق. وفقًا لـإريك بنتلي، يحاول شو خلق "صراع تراجيدي - أي صراع لا يمكن التوفيق فيه". جادل لويس ل. مارتز وهانز ستوبل بأن شو فشل في خلق بطل تراجيدي على غرار الكلاسيكيات لأنه لم يثبت أن المسؤولية عن سقوط جوان تقع عليها في المقام الأول: "مصير جوان لم يُحطَم بسبب عيب تراجيدي، بسبب 'الهيبريس'، ولكن لأنها و[متهميها] مجرد بشر، وفي هؤلاء فقد شو إيمانه المطلق". ذهب سيلفان بارنت إلى أبعد من ذلك وأكد أن شو كان غير قادر على كتابة التراجيديا.

## النقد

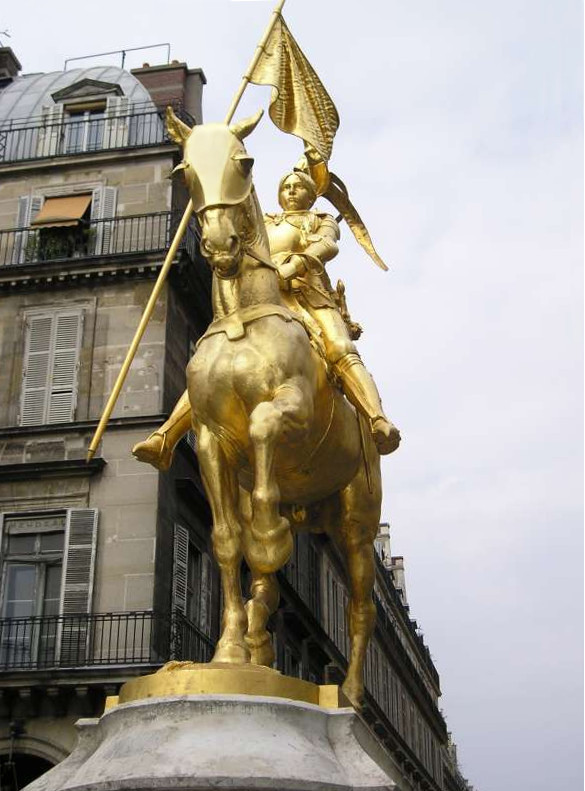
تمثال جان دارك في ساحة الأهرام، باريس، من تصميم إمانويل فرتميي، 1874

بعد العرض الأول البريطاني، رد الصحفي ج. م. روبرتسون على المسرحية بالقول إنها غير دقيقة إلى حد كبير، خاصة في تصويرها لمجتمع العصور الوسطى. وعلقت صحيفة ذا ستايدج (the stage) بأن شو:
«أظهر نفسه، في ضوء جديد، كشخص متمسك بالدقة التاريخية بشكل عاطفي لدرجة تجعل الإدخال الواسع في الحوار لأمثلة سيئة الاختيار من العامية المبتذلة والعامية الحديثة أمرًا مؤسفًا، مما يشوه ويفسد إلى حد كبير عملًا تم التخطيط له وتنفيذه بجرأة، ومفعم بنبل الفكر والهدف.»
صحيفة ذا تايمز، على الرغم من تصنيفها للمسرحية بأنها "واحدة من أروع إنجازات السيد شو"، اعتبرت أنه "من المزعج أنه مهووس جدًا باللحظة الحالية لدرجة أنه يجرها إلى كل فترة، مهما كانت بعيدة، يقوم بمسرحتها".
اقترح الناقد هيرمان كلاين تحويل المسرحية إلى أوبرا، خاصة إذا أمكن إقناع إدوارد إلجار بكتابة الموسيقى. قارن فريدريك س. بواس المعالجات المختلفة لجوان في الدراما لكل من شكسبير، وشيلر، وشو.
ت. س. إليوت، في مناقشته للمسرحية بعد عرضها الأول في لندن عام 1924، كتب أنه على الرغم من أن سانت جوان لم تكن التحفة الفنية التي ادعى البعض أنها كذلك، فإن المسرحية "تبدو وكأنها توضح عقل السيد شو بشكل أوضح من أي شيء كتبه من قبل". وعلى الرغم من أنه أثنى على شو لتقديمه "محفزًا فكريًا" و"متعة درامية"، إلا أنه اختلف مع تصويره للبطلة: "ربما تكون جان دارك التي قدمها هي أعظم تدنيس لجميع شخصيات جان: فبدلاً من القديسة أو العاهرة في الأساطير التي يعترض عليها، حولها إلى مصلحة عظيمة من الطبقة الوسطى، ومكانتها أعلى قليلاً من السيدة بانكهرست" (الزعيمة المتشددة للمطالبات بحق المرأة في التصويت في بريطانيا).
التفسير الأكثر عمومية لشخصية جوان هو وصفها بأنها متمردة ضد السلطة المؤسسية العامة، مثل سلطة الكنيسة الكاثوليكية والنظام الإقطاعي. أشارت التعليقات الحديثة إلى شكل إيمانها الديني القوي بشكل خاص وكيف أنه يقترب من التعصب الديني.

## إعادات العرض

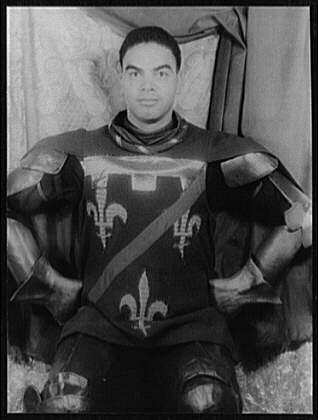
إيرل هايمان بدور دونوا، 1956

| السنة | المسرح                                                | جوان              | المرجع |
| ----- | ----------------------------------------------------- | ----------------- | ------ |
| 1925  | مسرح ريجنت، لندن                                      | سيبل ثورندايك     | [ 12 ] |
| 1925  | مسرح الفنون، باريس (بالفرنسية، باسم Saint Jeanne)     | لودميلا بيتوإيف   | [ 25 ] |
| 1926  | مسرح ليسيوم، لندن                                     | سيبل ثورندايك     | [ 12 ] |
| 1930  | مسرح غلوب، لندن (بالفرنسية، باسم Saint Jeanne)        | لودميلا بيتوإيف   | [ 26 ] |
| 1931  | مسرح صاحبة الجلالة، لندن                              | سيبل ثورندايك     | [ 27 ] |
| 1934  | أولد فيك، لندن                                        | Mary Newcomb      | [ 28 ] |
| 1936  | مسرح مارتن بيك، نيويورك                               | كاثرين كورنيل     | [ 29 ] |
| 1936  | مهرجان مالفرن، مالفرن (تكريمًا لعيد ميلاد شو الثمانين) | ويندي هيلر        | [ 30 ] |
| 1938  | مهرجان مالفرن                                         | إليزابيث بيرغنر   | [ 31 ] |
| 1939  | مسرح ستريثام هيل، لندن (فرقة أولد فيك)                | كونستانس كامينغز  | [ 32 ] |
| 1947  | المسرح الجديد (فرقة أولد فيك)                         | سيليا جونسون      | [ 33 ] |
| 1951  | مسرح كورت، نيويورك                                    | أوتا هاغن         | [ 34 ] |
| 1954  | مسرح الفنون ثم مسرح سانت مارتن، لندن                  | سيوبهان ماكينا    | [ 35 ] |
| 1956  | مسرح فينيكس، نيويورك                                  | سيوبهان ماكينا    | [ 36 ] |
| 1960  | أولد فيك                                              | باربرا جيفورد     | [ 37 ] |
| 1962  | مسرح مركز مدينة نيويورك                               | باربرا جيفورد     | [ 38 ] |
| 1963  | أولد فيك (فرقة المسرح الوطني)                         | جوان بلاورايت     | [ 39 ] |
| 1968  | مسرح فيفيان بومونت، مركز لينكولن، نيويورك             | ديانا ساندز       | [ 40 ] |
| 1970  | مسرح ميرميد، لندن                                     | أنجيلا بليزنس     | [ 41 ] |
| 1978  | سيركل إن ذا سكوير، نيويورك                            | لين ريدغريف       | [ 42 ] |
| 1984  | المسرح الوطني، لندن                                   | فرانسيس دي لا تور | [ 43 ] |
| 1994  | مسرح ستراند، لندن                                     | إيموجين ستوبس     | [ 44 ] |
| 2007  | المسرح الوطني، لندن                                   | آن ماري داف       | [ 45 ] |
| 2016  | مخزن دونمار، لندن                                     | جيما آرتيرتون     | [ 46 ] |
| 2018  | نادي مسرح مانهاتن، نيويورك                            | كوندولا رشاد      | [ 47 ] |

## الاقتباسات

### السينما
في عام 1927، صور لي دي فورست ثورندايك وكاسون في مشهد الكاتدرائية من مسرحية سانت جوان في فيلم قصير صُنع بتقنية الصوت على الفيلم فونوفيلم.
في عام 1957، تم اقتباس المسرحية للسينما من قبل غراهام غرين، وأخرجها أوتو بريمنغر، مع جين سيبيرغ في دور جان دارك، وريتشارد ويدمارك، وريتشارد تود، وجون غيلغد.

### الإذاعة
بثت راديو بي بي سي خمسة اقتباسات من المسرحية:
1941: كونستانس كامينغز في دور جوان.
1956: ماري موريس في دور جوان.
1965: جوان بلاورايت في دور جوان.
1975: جودي دينش في دور جوان.
2011: ليندسي مارشال في دور جوان.
في عام 1967، بث راديو بي بي سي أربعة مشاهد من المسرحية، اختارتها وقامت ببطولتها سيبل ثورندايك.

### التلفزيون
كان هناك أربعة اقتباسات لـتلفزيون بي بي سي:
1946: آن كاسون في دور جوان.
1951: كونستانس كامينغز في دور جوان.
1968: جانيت سوزمان في دور جوان.
1979: غابرييل لويد في دور جوان.

### الأوبرا
تم اقتباس المسرحية إلى أوبرا من قبل الملحن توم أوين.

## روابط خارجية
Playing Joan interviews نسخة محفوظة 6 February 2012 على موقع واي باك مشين.